# Manuel Alcalde Velasco
Manuel Alcalde y Velasco, Conde de Quinta Alegre (Santiago 14 augustus 1819 - aldaar 1869) was een Chileens politicus.
Hij was afkomstig uit een adellijk geslacht. Zijn vader was Juan Agustín Alcalde y Bascuñán, Conde de Quinta Alegre (1784-1860) en zijn moeder María del Carmen Velasco y Oruna. In 1846 promoveerde hij in de rechten en in datzelfde jaar werd hij voor de Partido Conservador (Conservatieve Partij) in de Kamer van Afgevaardigden gekozen. Later verliet hij de conservatieve partij en sloot zich aan bij de Partido Nacional (Nationale Partij). Van 1847 tot 1848 en van 1862 tot 1863 was hij voorzitter van de Kamer van Afgevaardigden. 
President José Joaquín Pérez Mascayano benoemde hem op 18 september 1861 tot minister van Binnen- en Buitenlandse Zaken, hetgeen hij tot 9 juli 1862 bleef. Hij bekleedde ook de ministersposten van Justitie, Eredienst en Openbaar Onderwijs.
Alcalde werd in 1867 in de Senaat gekozen en was in 1868 vicevoorzitter van het hogerhuis.